# 9 юли
9 юли е 190-ият ден в годината според григорианския календар (191-ви през високосна). Остават 175 дни до края на годината.

## Събития
- 1357 г. – Императорът на Свещената Римска империя Карл IV поставя основния камък на Карловия мост в Прага.
- 1762 г. – Екатерина Велика става императрица на Русия след преврат срещу съпруга си Петър III
- 1810 г. – Наполеон Бонапарт анексира Кралство Холандия, като част от Първата френска империя.
- 1816 г. – Аржентина провъзгласява независимост от Испания.
- 1831 г. – Петър Берон защитава докторска дисертация по медицина в Лудвиг Максимилиан университет в Мюнхен.
- 1877 г. – Проведен е първият тенис турнир Уимбълдън, на който победител става англичанинът Спенсър Гор.
- 1900 г. – Кралицата на Великобритания Виктория дава височайша благословия за републикански тип на управление в Австралия.
- 1902 г. – Немски учени изолират барбитуратната киселина, основа на барбитуратите.
- 1922 г. – Джони Вайсмюлер става първият човек, преплувал 100 м под една минута.
- 1943 г. – Втората световна война: Започва Съюзническото настъпление в Сицилия, при което Съюзниците извършват десант на остров Сицилия, последван от шестседмична сухопътна война.
- 1950 г. – Студена война: 11 световноизвестни учени приемат манифеста Ръсел-Айнщайн, след който се създава международната организация Пъгуошки конференции за наука и световни проблеми.
- 1957 г. – Открит е 102-рият елемент от таблицата на Менделеев, наречен нобелий.
- 1961 г. – Гърция става асоцииран член на Европейската икономическа общност (ЕИО).
- 1971 г. – След учредяване на Държавния съвет на Народна република България и избор на Тодор Живков за негов председател, се съставя ново Правителство на България начело със Станко Тодоров.
- 1982 г. – Самолетът при полет 759 на „Пан Ам“ се разбива в Кенър, Луизиана и убива всички 145 души на борда и 8 други на земята.
- 1991 г. – Република Южна Африка е включена в Олимпийските игри след 30-годишна забрана за участие.
- 2002 г. – В Южна Африка се създава Африканския съюз с първи председател Табо Мбеки.
- 2006 г. – При кацане на пистата в град Иркутск в Русия, самолетът, който изпълнява полет 778 на „S7 Еърлайнс“ по линията Москва – Иркутск се разбива. Загиват 125 и оцеляват 78 пътници. Между загиналите има много деца и членове на екипажа. Причината за катастрофата в официалния доклад от разследването са грешните действия на пилотите.
- 2006 г. – Завършва Световното първенство по футбол 2006, проведено в Германия. Във финалния мач, световен шампион става Италия, побеждавайки Франция след изпълнение на дузпи.
- 2011 г. – Официално е създадена новата държава Южен Судан, която получава своята независимост от Судан.

## Родени
- 1249 г. – Камеяма, император на Япония († 1305 г.)
- 1578 г. – Фердинанд II, император на Свещена Римска империя († 1637 г.)
- 1764 г. – Ан Радклиф, английска писателка († 1823 г.)
- 1766 г. – Джейкъб Пъркинс, американски изобретател († 1849 г.)
- 1819 г. – Елиас Хоу (Илаяс Хау), американски изобретател († 1867 г.)
- 1834 г. – Ян Неруда, чешки поет († 1891 г.)
- 1848 г. – Роберто I Бурбон-Пармски, херцог на Парма и Пиаченца († 1907 г.)
- 1850 г. – Иван Вазов, български писател († 1921 г.)
- 1858 г. – Франц Боас, американски антрополог († 1942 г.)
- 1879 г. – Фридрих Адлер, австрийски политик († 1960 г.)
- 1884 г. – Михаил Бородин, руски дипломат († 1951 г.)
- 1889 г. – Николай Асеев, руски поет († 1963 г.)
- 1894 г. – Пьотър Капица, руски физик, Нобелов лауреат през 1978 († 1984 г.)
- 1898 г. – Петър Габровски, министър-председател на България († 1945 г.)
- 1911 г. – Джон Уилър, американски физик-теоретик († 2008 г.)
- 1914 г. – Вили Щоф, германски партиен и държавен деец († 1999 г.)
- 1916 г. – Едуард Хийт, министър-председател на Обединеното кралство († 2005 г.)
- 1926 г. – Бен Рой Мотелсон, датски и американски физик, Нобелов лауреат († 2022 г.)
- 1929 г. – Хасан II, крал на Мароко († 1999 г.)
- 1929 г. – Станка Пенчева, българска поетеса († 2014 г.)
- 1932 г. – Доналд Ръмсфелд, американски политик († 2021 г.)
- 1933 г. – Оливър Сакс, английски невролог и писател († 2015 г.)
- 1935 г. – Мерседес Соса, аржентинска певица и политическа активистка († 2009 г.)
- 1936 г. – Ричард Уилсън, английски актьор
- 1938 г. – Брайън Денехи, американски актьор († 2020 г.)
- 1943 г. – Джон Каспър, американски астронавт
- 1945 г. – Дийн Кунц, американски писател
- 1946 г.
  - Бон Скот, австралийски певец от шотландски произход (AC/DC) († 1980 г.)
  - Анджела Симиля, румънска поп певица
- 1947 г. – Мич Мичъл, британски барабанист († 2008 г.)
- 1950 г. – Виктор Янукович, украински политик
- 1951 г. – Крис Купър, американски актьор
- 1952 г. – Андрей Желязков, български футболист
- 1952 г. – Димо Димчев, арумънски писател (арумъни)
- 1956 г. – Том Ханкс, американски актьор
- 1958 г. – Кин Стоянов, български общественик
- 1964 г. – Джанлука Виали, италиански футболист († 2023 г.)
- 1964 г. – Кортни Лав, американска певица и актриса
- 1966 г. – Амели Нотомб, белгийска писателка
- 1967 г. – Йордан Лечков, български футболист
- 1968 г. – Паоло Ди Канио, италиански футболист
- 1971 г. – Марк Андрийсън, американски програмист и изобретател
- 1975 г. – Джесика Фолкър, шведска поп изпълнителка
- 1976 г. – Екатерина Гусева, руска актриса
- 1978 г. – Дмитрий Дюжев, руски актьор
- 1978 г. – Линда Парк, американска актриса
- 1982 г. – Сакон Ямамото, японски пилот на Формула 1
- 1984 г. – Хана Хол, американска актриса
- 1990 г. – Рафаел да Силва, бразилски футболист
- 1990 г. – Фабио да Силва, бразилски футболист

## Починали
- 1441 г. – Ян ван Ейк, нидерландски живописец (ок. 1390)
- 1797 г. – Едмънд Бърк, британски философ и държавник (* 1729 г.)
- 1850 г. – Закари Тейлър, 12-и президент на САЩ (* 1784 г.)
- 1856 г. – Амадео Авогадро, италиански физик и химик (* 1776 г.)
- 1868 г. – Коста Евтимов, български революционер (* 1834 г.)
- 1880 г. – Пол Брока, френски лекар (* 1824 г.)
- 1902 г. – Марк Антоколски, руски скулптор (* 1843 г.)
- 1904 г. – Славейко Арсов, български революционер (* 1878 г.)
- 1904 г. – Стоян Донски, български революционер (* 1869 г.)
- 1913 г. – Васил Чекаларов, български революционер (* 1874 г.)
- 1934 г. – Иван Хаджиниколов, български революционер (* 1861 г.)
- 1974 г. – Яна Язова, българска писателка (* 1912 г.)
- 1976 г. – Иван Пейчев, български драматург (* 1916 г.)
- 1977 г. – Фани Попова-Мутафова, българска писателка (* 1902 г.)
- 1978 г. – Веса Гачева, българска актриса (* 1913 г.)
- 1992 г. – Васил Пеевски, български геодезист (* 1905 г.)
- 2002 г. – Людия Иванов, български учен (* 1929 г.)
- 2004 г. – Пол Хлебников, американски журналист (* 1963 г.)
- 2012 г. – Боян Иванов, български поп певец (* 1943 г.)
- 2020 г. – Методий Григоров, български хоров диригент (* 1937 г.)

## Празници
- Аржентина – Ден на независимостта (от Испания, 1816 г.)
- Мароко – Ден на крал Хасан II
- Австралия – Ден на конституцията
- Палау – Ден на конституцията (1981 г., първата антиядрена конституция в света, национален празник
- Русия – Ден на рибаря